# کاز والتون
کاز والتون (کارول برایانت؛ متولد ۱ فوریه ۱۹۴۷) یک ورزشکار بازنشسته بریتانیایی ویلچر و مدیر سابق تیم پارالمپیک بریتانیا است. او یک مدال طلای چند رشته‌ای بود که در بازی‌های پارالمپیک متعددی شرکت کرد. بین سال‌های ۱۹۶۴ و ۱۹۷۶ او در رشته‌های دو و میدانی، شنا، تنیس روی میز و شمشیربازی مدال‌هایی کسب کرد. او در سال ۱۹۸۸ وارد مسابقات بسکتبال و شمشیربازی شد. در مجموع والتون در طول دوران بازی‌های پارالمپیک ده مدال طلا به دست آورد که این دستاورد او را به یکی از موفق‌ترین ورزشکاران بریتانیایی در تمام دوران تبدیل کرد. والتون همچنین باید در مسابقات پنج‌گانه ناقص زنان تل‌آویو در سال ۱۹۶۸ مدال طلا کسب می‌کرد، اما به دلیل محاسبه اشتباه امتیاز کلی او در آن زمان مورد توجه قرار نگرفت، پس مقام سوم را به دست آورد و به او مدال برنز داده شد.

## حرفه ورزشی
والتون از سابقه ورزشی و دوران رقابتی طولانی مدتی برخوردار بوده و در مسابقات قهرمانی اروپا، بازی‌های کشورهای مشترک‌المنافع و نیز مسابقات قهرمانی جهانی مدال کسب کرده است. او در طیف وسیعی از رشته‌های ورزشی از جمله رشته‌های دو و میدانی، تنیس روی میز، شنا، شمشیربازی و بسکتبال شرکت کرد.

## پارالمپیک
اولین مسابقه پارالمپیک والتون در تابستان ۱۹۶۴ در توکیو بود. او در دو رشته از مسابقات دو و میدانی، یعنی در دو رشته اسلالوم و ویلچررانی شرکت کرد و در هر دوی آن رشته‌ها مدال طلا به دست آورد. او همچنین ۴ سال بعد، در بازی‌های تل‌آویو ۱۹۶۸، در رشته‌های دو و میدانی متعدد، کرال سینه و کرال پشت شنا و در تنیس روی میز انفرادی و دونفره شرکت کرد. او در هر سه زمینه حداقل یک مدال نقره کسب کرد و در نهایت با شش مدال به خانه برگشت که سه تای آن‌ها طلا بود.
موفق‌ترین پارالمپیک کاز والتون بازی‌های هایدلبرگ ۱۹۷۲ بود. او در رشته دو و میدانی دو مدال طلا و یک برنز و در تنیس روی میز انفرادی طلا کسب کرد. او به جای رشته شنا وارد مسابقه شمشیربازی شد و در مسابقه انفرادی فویل مبتدی برنده شد. در بازی‌های تورنتو ۱۹۷۶ واتسون وارد مسابقات مشابهی شد و در دو و میدانی، تنیس روی میز و شمشیربازی برنز گرفت.
والتون تصمیم گرفت برای بازی‌های پارالمپیک تابستانی ۱۹۸۸ در سئول در مسابقات بسکتبال و نیز شمشیربازی با ویلچر شرکت کند. بریتانیای کبیر با شکست دادن هر چهار مسابقه، فراتر از مقدماتی بسکتبال نرفت، اما واتسون به آخرین مدال او دست یافت که در مسابقه انفرادی ۴–۶ طلا گرفت. به این ترتیب در مجموع او ده مدال طلای پارالمپیک را به دست آورد.
کاز والتون در سال ۱۹۹۴ از مسابقات بین‌المللی بازنشسته شد. او دو سال بعد، مدیر تیم شمشیربازی پارالمپیک بریتانیا شد و دوباره در بازی‌های ۲۰۰۰ و ۲۰۰۸ شرکت کرد. او در بازی‌های ۲۰۰۴ مدیر تیم بریتانیا بود.

## جوایز و افتخارات
کاز والتون در سال ۱۹۷۰ از انجمن خبرنگاران ورزشی، جایزه بیل مک گوران را در مسابقه شخصیت ورزشی معلولین برگزیده سال دریافت کرد. وی همچنین به دلیل خدماتی که در حوزه ورزش معلولان ارائه کرد، در جشن تولد ملکه در سال ۲۰۱۰ به عنوان افسر والامقام امپراتوری بریتانیا منصوب شد.